# Олов'янна
Олов'я́нна (рос. Оловянная) — селище міського типу, центр Олов'яннинського району Забайкальського краю, Росія. Адміністративний центр Олов'яннинського міського поселення.

## Населення
Населення — 8406 осіб (2010; 8621 у 2002).

## Персоналії
- Михайлов Олександр Якович (* 1944) — російський актор.